# Zeev Suraski
Zeev Suraski – izraelski programista zaangażowany w rozwój języka programowania PHP, współtwórca firmy Zend Technologies. Absolwent uczelni Technion w Hajfie. Suraski i Andi Gutmans stworzyli w 1997 r. PHP 3. W 1999 napisali Zend Engine, rdzeń PHP 4 i założyli Zend Technologies (nazwa pochodzi od liter imion Zeev i Andi). Suraski pełni w nim funkcję CTO (Chief Technical Officer).
Suraski jest członkiem Apache Software Foundation, w 1999 r. został też nominowany do FSF Award for the Advancement of Free Software (laureatem został wówczas Miguel de Icaza).